# Siam Center

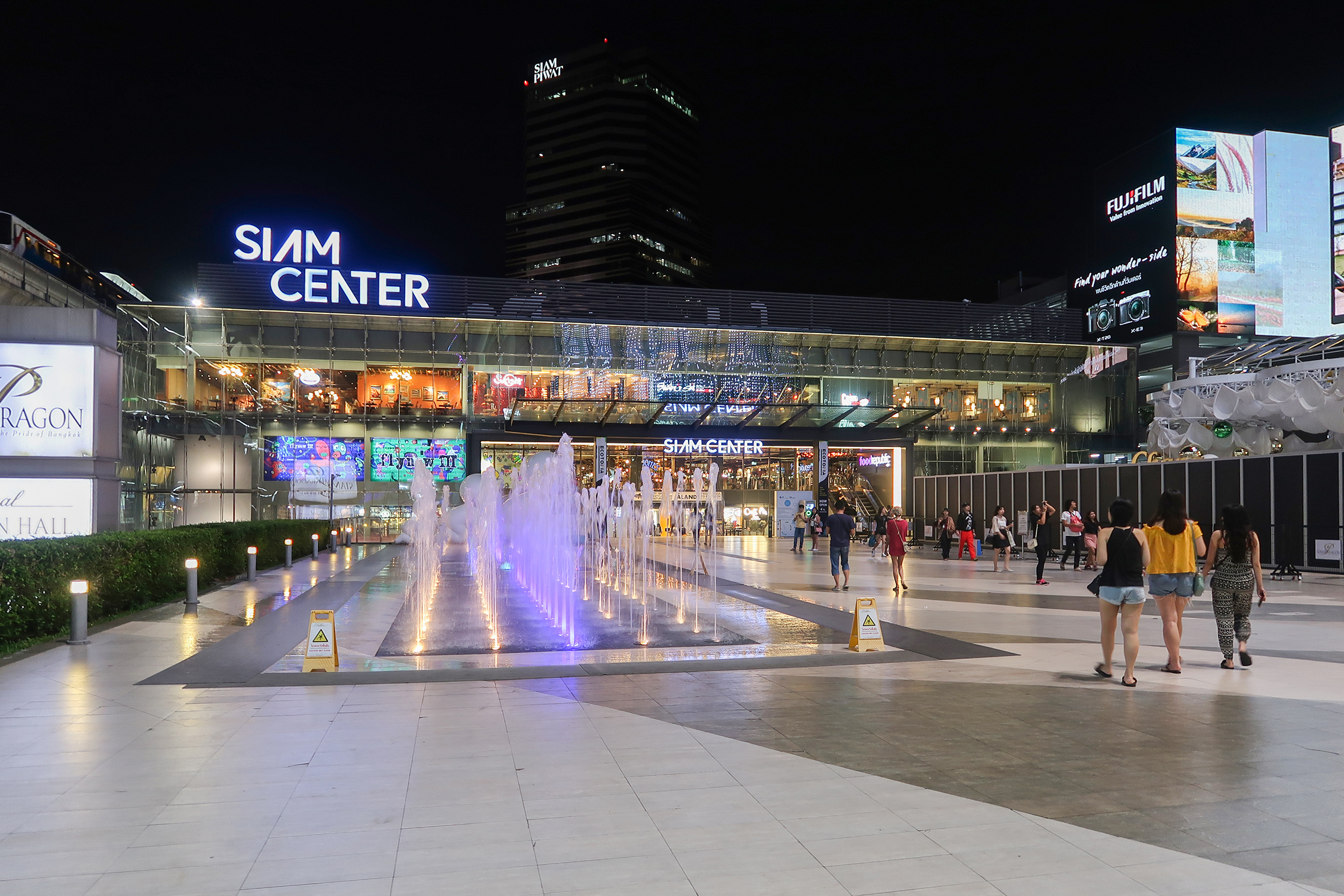
Siam Center in 2018

Siam Center is een winkelcentrum  in Bangkok, gelegen aan Thanon Rama I. Het heeft vier verdiepingen met meer dan tweehonderd winkels. Siam Center was Thailands eerste winkelcentrum en werd geopend in 1973. In 2005 werd het gerenoveerd en het richt zich nu vooral op jongeren.

## Locatie
Siam Center is gelegen in het district Pathum Wan van Bangkok. Het ligt tussen Siam Discovery  & Siam Paragon. Aan de overkant liggen Siam Square en het MBK Center.

## Transport
Het winkelcentrum is onder meer te bereiken via de Skytrain station Siam.